# Сахаров, Николай Павлович
Никола́й Па́влович Са́харов (18 (30) августа 1893, Муром, Владимирская губерния, Российская империя — 1951, Сан-Франциско, США) — генерал-майор (1919), видный деятель Белого движения в Сибири.

## Образование и начало военной службы
Родился 18 (30) августа 1893 года в Муроме в семье дворян Владимирской губернии — Павла Сахарова и его супруги Антонины Васильевны.
В 1911 году окончил Муромское реальное училище и в том же году поступил вольноопределяющимся на военную службу. Служил в 4-м Кавказском стрелковом полку, где в июле 1912 года ему был присвоен чин унтер-офицера.
1 октября 1912 года был произведён в прапорщики и уволен в запас.
С 1913 по 1914 год учился в Московском сельскохозяйственном институте, откуда был мобилизован в связи с началом Первой мировой войны.

## Участие в Первой мировой войне
Участник Первой мировой войны, служил в 9-м пехотном Ингерманландском имени Императора Петра Великого полку. С 1915 года — подпоручик, с 1916 года — поручик, с марта 1917 года — штабс-капитан, с сентября 1917 года — капитан. Произведён в подполковники (20 ноября 1917 г.), но, уже 3 декабря, уехал с утратившего боеспособность Юго-Западного фронта в Муром.
Командовал ротами и полковой разведкой. Был трижды (по другим данным, четырежды) ранен и контужен, награждён семью боевыми орденами, в том числе орденом св. Георгия 4-й степени и Георгиевским оружием.

## Участник антибольшевистского подполья
В начале 1918 года создал в Москве антибольшевистскую организацию с участием студентов сельскохозяйственного института в Петровско-Разумовском.
Судьбу офицера изменила встреча с представителем полковника А. П. Перхурова в Москве. Сахаров вступил в Союз защиты Родины и Свободы и недолго исполнял должность начальника Резервного отдела штаба этой организации. В мае 1918 года группа Сахарова, свыше двух тысяч человек (возможно численность завышена в десять раз), составила «вторую пехотную дивизию командных кадров Союза».
8—9 июля 1918 года, при поддержке епископа Муромского Митрофана (Загорского), настоятеля Спасо-Преображенского монастыря (с 1917 года в обители проживали родители Н. П. Сахарова), возглавил восстание против большевиков в Муроме в качестве командующего Восточным отрядом Северной Добровольческой армии. Восставшим удалось занять город Муром, однако местное население их не поддержало. Обещанной помощи не было, связи с Рыбинском и Ярославлем установить не удалось. Под натиском красных отрядов участники восстания были вынуждены покинуть город. В бою Сахаров был ранен; окружным путём через Рязань, Москву, Вологду в августе он добрался до Казани, уже взятой соединённым отрядом чехословаков и подполковника В. О. Каппеля.

## Военачальник белой армии
Летом 1918 года, добравшись до Казани, вступил в Народную армию Комитета членов Учредительного собрания (Комуча), был назначен командиром Арского боевого участка, который вскоре был переформирован в 3-й Казанский (позже 50-й Арский) стрелковый полк в составе Отдельной Казанской стрелковой бригады. Служил под командованием В. О. Каппеля. 10 сентября 1918 года белые были вынуждены оставить Казань. Вскоре, из действующих на фронте частей Северной группы Народной армии, полковником А. П. Перхуровым была составлена Казанская отдельная стрелковая бригада. Командиром 3-го Казанского стрелкового полка в ней стал Н. П. Сахаров. Бригада медленно отходила вдоль Волго-Бугульминской железной дороги и в конце сентября, сразу по выходе её к станции Нурлат, вошла в состав Симбирской группы полковника Каппеля. Почти не получая снаряжения и пополнения из-за того, что бывшие войска Комуча в вышестоящих штабах ложно считались «эсеровскими», Казанская бригада таяла, как снег. Из 3600 штыков и сабель в октябре, к середине ноября осталось не более 1000 бойцов. После оставления Уфы в январе 1919 года, вся группа генерал-майора Каппеля была отведена на переформирование в город Курган.
При реорганизации Волжского корпуса полк Н. П. Сахарова стал именоваться 50-м Лаишевским, а с апреля 1919 года — 50-м Арским стрелковым полком. Передышка оказалась недолгой: в том же месяце из состава корпуса был выделен отряд под командованием Сахарова для подавления восстания в Кустанае. В отличие от многих «героев тыла» Волжане оставили по себе добрую память у крестьян, вынесших на сходе благодарность офицерам и солдатам отряда и отправивших 100 тыс. рублей в штаб корпуса «на обустройство и улучшение пищи его чинов».
Волжский армейский корпус готовился в качестве резерва Ставки для выполнения ударных задач, но не успел завершить своё формирование, когда в начале мая 1919 года, в связи с ухудшением обстановки он внезапно был вызван на фронт.
Три полка 13-й Казанской дивизии с двумя бронепоездами и Уфимским гусарским полком защищали Белебей против двух стрелковых бригад (6 полков) и кавалерийской дивизии красных. Недавно влитые пополнения из числа бывших красноармейцев, поставленных в строй без должной проверки, перешли на сторону врага. В 50-м Арском полку под д. Городецкой перебежала рота. Тем не менее, бои носили упорный и ожесточенный характер. Генералу Каппелю удалось быстро привести части в порядок.
Стрелки Н. П. Сахарова приняли участие во всех крупных операциях лета-осени 1919 года: в обороне на р. Белой южнее Уфы, в горах Урала, затем под Челябинском и в контрнаступлении на Тоболе. За бои 1918 года под Казанью Николай Павлович был произведен в полковники, а 23 августа 1919 года — в генерал-майоры (со старшинством с 10 апреля — со дня освобождения от партизан города Кустаная).
В сентябре 1919 года он был назначен помощником начальника 1-й Самарской стрелковой дивизии 1-го Волжского армейского корпуса, а накануне сдачи Омска, 6 ноября, когда начдив генерал-майор А. С. Имшенецкий принял у Каппеля Волжскую группу войск, генерал Сахаров вступил в командование Самарской дивизией. В районе Ново-Николаевска все три дивизии группы фактически были сведены в полки. В Великом Сибирском походе остаткам 3-й армии, в которую входили Волжане, пришлось тяжелее других, поскольку они должны были продвигаться на восток через Щегловскую тайгу южнее железной дороги, по узкому и почти безлюдному «переселенческому тракту». Под Кемчугом и Красноярском почти целиком погибли Симбирцы, удалось вырваться только горстке Казанцев, и только Самарцы Сахарова вышли относительно сплоченной боевой единицей. Поэтому, после смерти от тифа в с. Ук 21 января 1920 года генерала Имшенецкого, руководство Волжанами перешло к Сахарову. Самый молодой генерал белой армии А. В. Колчака. Подполковник Ф. Ф. Мейбом в своих мемуарах назвал его «храбрейшим из храбрых».
В марте 1920 года, пришедшая в Забайкалье Каппелевская армия, была переформирована. Группа генерала Сахарова была сведена в Отдельную Волжскую бригаду (стрелковый, драгунский полки и батарея). Дальневосточной армии атамана Г. М. Семёнова (до декабря 1920). В Приморье с 25 августа 1921 года обновленная Поволжская бригада включала в себя 1-й Волжский, 4-й Уфимский, 8-й Камский стрелковые полки, 1-й кавалерийский полк и Иманскую сотню. Среди закаленных в боях, но не отличавшихся внешней подтянутостью Волжан, их командир пользовался огромной популярностью. Им поддерживалась особая дисциплина — «смесь прежней и своей добровольческой», и основывалась она на взаимном доверии и понимании. C июня 1921 года генерал Сахаров исполнял обязанности начальника гарнизона города Никольска-Уссурийского.
В ноябре 1921 года Белоповстанческая армия генерал-майора В. М. Молчанова начала свой поход на Хабаровск. Николай Павлович был назначен первым заместителем и главным помощником генерала В. М. Молчанова. Имея тактическую самостоятельность, действовал успешно, взяв с боями станцию Уссури и Иман. Двигаясь в авангарде во главе сформированного 14 декабря 1921 года отряда в 380 сабель, генерал Сахаров 21 декабря выбил красных из поселка Казакевичево. Но горячность и стремление к лобовым ударам сослужили ему плохую службу: в боях 28 декабря и 11 января 1922 года под станцией Ин Поволжская бригада понесла тяжёлые потери и не смогла добиться перелома. Тяжело переживая неудачу своих войск и чувствуя себя лично ответственным за это, Николай Павлович сам сдал командование бригадой и уехал с фронта во Владивосток. Вернулся в строй он в августе 1922 года командиром Приволжского стрелкового полка (отряда) Земской Рати генерал-лейтенанта М. К. Дитерихса, и вместе с нею отступил в Китай.
До мая 1923 года находился с войсками в лагерях около Гирина, откуда был удален по требованию местных властей, как и генералы Дитерихс и Молчанов. Николай Павлович эмигрировал в Соединённые Штаты. Незадолго до советско-китайского конфликта на КВЖД, Н. П. Сахаров прибыл в Харбин, как представитель Великого князя Николая Николаевича, с задачей формирования белопартизанских отрядов. Генерал создал и возглавил Дальневосточный Корпус Русских Добровольцев. Три его отряда оперировали в Забайкалье, Приморье и Амурской области. В июле и августе 1929 года дважды прорывался на советскую территорию отряд есаула Ф. Д. Назарова, уничтоженный в последнем рейде. В другом рейд в сентябре 1929 года в бою с преследовавшим отрядом ОГПУ погиб бывший командир Омского стрелкового полка полковник Мохов.
Советская агентура пыталась нейтрализовать действия генерала Сахарова, завербовав сотрудника из его окружения, полковника В. Е. Сотникова, но тот был быстро разоблачён и бежал в Приморье.
Затем Н. П. Сахаров жил в Шанхае, активно участвуя в общественной жизни русской колонии. В 1949 году, когда к городу приближались коммунистические войска Мао Цзэдуна, генерал, как и многие русские, эмигрировал на о. Самар (Филиппины), а потом в Калифорнию.
Cкончался в 1951 году в Сан-Франциско и был похоронен на Сербском кладбище в Колме.